# قلقل‌رود
قلقل‌رود از دامنه‌های جنوبی کوه الوند در استان همدان سرچشمه می‌گیرد. رود سرابی (از قله کلاه‌قاضی)، سرکان‌رود (از ارتفاعات سرکان)، کرزان‌رود (از دره‌های گشانی و سنجوزان) پس از بهم پیوستن، این رود را تشکیل می‌دهند. این رود پس از آبیاری مناطق کشاورزی تویسرکان به رود گاماسیاب می‌پیوندد.